# BGM-109 Tomahawk
Pour les articles homonymes, voir BGM, 109 (nombre) et Tomahawk.
Le BGM-109 Tomahawk est un missile de croisière destiné à être équipé d'une ogive thermonucléaire ou conventionnelle, conçu par les États-Unis dans les années 1970. Il peut être lancé d'un bâtiment de surface, d'un sous-marin (sous-marins d'attaque conventionnels, sous-marin nucléaire d'attaque (SNA), d'un sous-marin nucléaire lanceur d'engins (SNLE) ou sous-marin nucléaire lanceur de missiles de croisière (SSGN)), et depuis les années 2020, de batteries terrestres mobiles.

## Historique
La décision de fabriquer une version tactique du missile stratégique mer-mer SLCM fut prise en 1972. Deux prototypes pouvant être tirés par un tube lance-torpilles furent mis au point : le General Dynamics ZBGM-109 et le LTV ZBGM-110. Après essais, le BGM-109 Tomahawk fut retenu, et les premiers modèles de présérie virent le jour en 1977, pour finalement entrer en service opérationnel en 1983.
Il était prévu que la version servant de vecteur nucléaire, le TLAM/N, soit construite à 758 unités, 350 finalement ont été produites et 260 étaient en stock lors du début de leur retrait en 2010.
En 2004 est entré en service le RGM-109E (nommé aussi Tactical Tomahawk, TacTom, TLAM-E, Tomahawk Block IV) qui, malgré une portée réduite, dispose de la capacité de reprogrammer le missile durant son vol pour attaquer une autre cible, peut survoler une zone cible pendant un certain temps, permet l'évaluation des dommages à travers une caméra de bord et dont les coûts de production sont moitié moindres que ceux des Block III. Fin 2010, 4 805 exemplaires avaient été commandés. En 2013, un système de navigation pouvant être reprogrammé par une liaison satellite, couplé à un autodirecteur recherchant des sources électromagnétiques permettant d'engager des cibles mobiles, telles que navires ou systèmes de défense antiaérienne, est testé sur le Tomahawk IV.
En 2015, un test démontre la capacité du Tomahawk à détruire une cible mouvante au sol, en utilisant les informations fournies par un réseau de plates-formes.
Le missile a fait face en 2015 à un arrêt de production prévu pour 2016, ce qui selon le blog National Defense ennuierait la firme Raytheon. Cette dernière annonce en effet que l'arrêt des commandes pourrait entraver sérieusement le fonctionnement des chaînes de production du missile. Mais le 28 décembre 2016, un contrat pour la construction de 214 missiles et des pièces de rechange est signé et la production et améliorations du missile sont assurées pour les années 2020.
En 2025, la version UGM-109E pouvant être lancée par tube lance-torpilles de sous-marin n'est plus en production, seule restant celle lancée par un système de lancement vertical .

## Caractéristiques

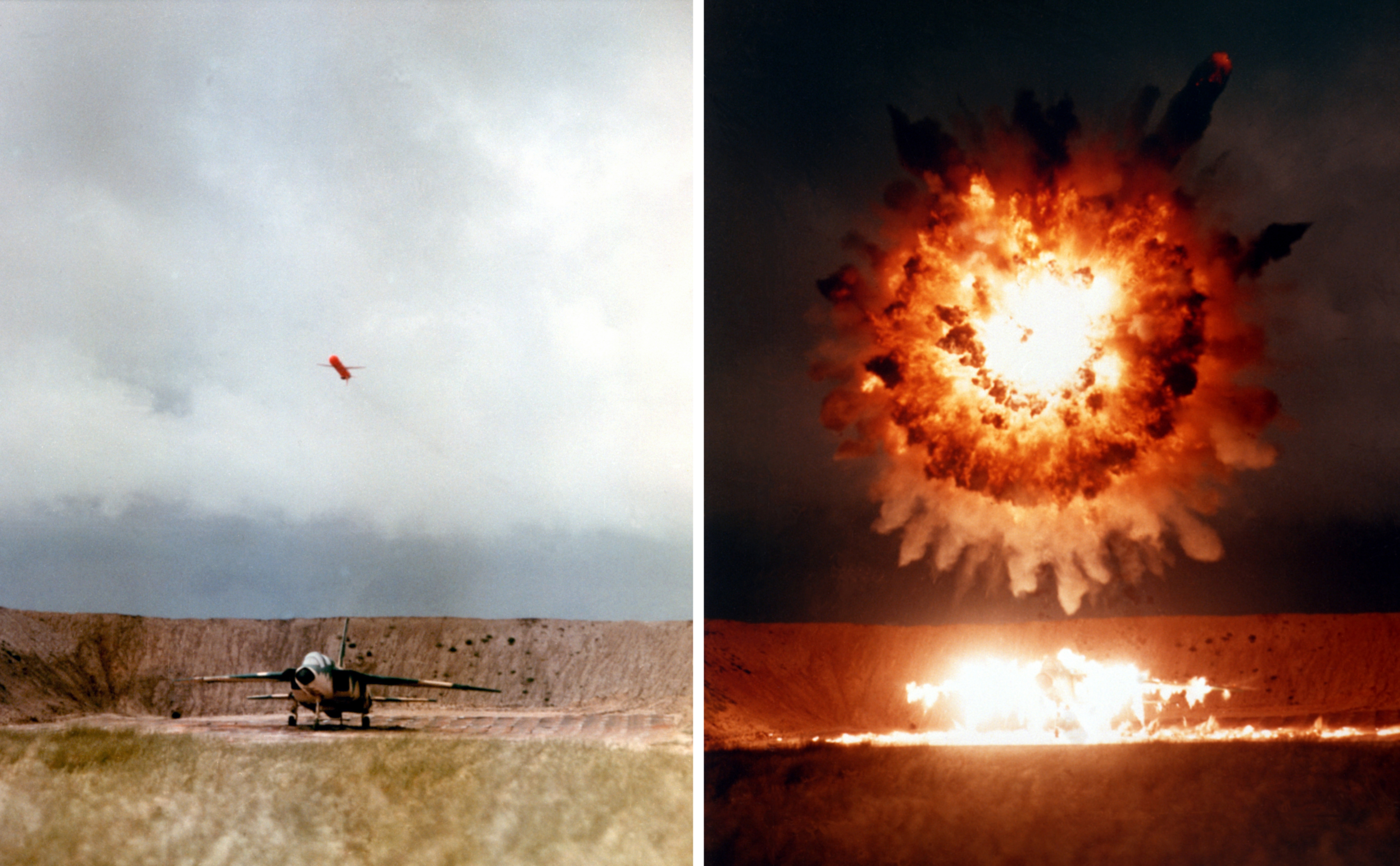
Explosion d'un BGM-109C à charge unitaire au-dessus d'un RA-5C Vigilante retiré du service en 1986.

La poussée initiale pour l'éjection hors du tube de lancement est fournie par un moteur-fusée à carburant solide, relayé ensuite par un turboréacteur Williams F107 pesant 66,2 kg. Le missile est équipé d'un système de guidage inertiel et/ou d'un système GPS, ainsi que d'un autodirecteur à infrarouge pour une frappe assez précise (de l'ordre de quelques mètres). Il peut emporter plusieurs charges utiles, le BGM-109D Tomahawk emportant 166 sous-munitions de type BLU-97. Il vole à une vitesse subsonique de 880 km/h (environ Mach 0,7) et sa portée maximale est de 2 500 km. Avec une tête conventionnelle, sa portée est de 1 104 km.
Un système nommé TAINS (acronyme anglais : de Tercom Aided Inertial Navigation System) guide le missile tiré sur des cibles terrestres à une vitesse subsonique (800 km/h) et volant à une altitude variant entre 20 et 100 m (pour éviter la détection radar) jusqu'à 2 500 km de son point de tir pour les TLAM-N, 1 600 km pour les TLAM-C et E et 1 250 km pour les TLAM-D. Un second système, nommé DSMAC (acronyme pour l'anglais : « Digital Scene-Mapping Area Correlator », se prononce « dee-smack »), stocke une représentation graphique de la cible telle que le missile doit la voir en phase finale, pour s'assurer que les deux correspondent.
Entre 100 et 200 exemplaires du Tomahawk sont produits dans les années 2000/2010 chaque année à l'usine Raytheon de Tucson, en Arizona, la fabrication de chaque missile nécessite deux ans. Quelque 300 sociétés, basées dans 24 États, participent également activement au fonctionnement de la chaîne de production. Son coût était de l'ordre de 550 000 dollars américains en 1999. Une commande de 361 TLAM Block IV est passée le 7 juin 2012 pour un montant de 337,84 millions de dollars, soit un coût unitaire de 935 844,87 dollars par missile (761 613,95 euros, au cours du 15 août 2012). Entre 2015 et 2024, l'US Navy commande 1 234 TLAM  pour 2,8 milliards.
Ces missiles doivent obtenir une  nouvelle certification après 15 ans de service, c'est-à-dire à mi-vie. Cette nouvelle certification permet de remédier à certaines obsolescences et de réaliser l'entretien des missiles voire de les améliorer. Les Tomahawks block IV certifiés en 2019 verront une amélioration du système de communication et des systèmes électroniques. Une ogive à charge creuse, nommée en anglais Joint Multi-Effects Warhead System (JMEWS), testée la première fois en octobre 2010 est disponible. Le Tomahawk Bk IV modernisé sera aussi capable de frapper des cibles navales en mouvement. Renommée Block Va pour la version antinavire et Vb pour celle armée de cette ogive JMEWS ; ces versions entreront en service en 2023 doivent remplacer toutes les anciennes versions du Tomahawk qui seront converties à ces nouveaux standards.
Le missile Tomahawk a été accusé de contenir de l'uranium appauvri. En effet, la revue spécialisée Jane's Defence Weekly a un jour indiqué que le missile contenait ce métal, avant de retirer l'information.

## Variantes
Sept variantes du BGM-109 Tomahawk existent[Quand ?], employant divers types d'ogives :
- BGM-109A Tomahawk Land Attack Missile - Nuclear (TLAM-N) : retirée du service entre 2010 et début 2013[17], équipée d'une ogive thermonucléaire W80[18] ;
- RGM/UGM-109B Tomahawk Anti Ship Missile (TASM) : variante antinavire guidée par radar, retirée du service dans les années 1990 ;
- BGM-109C Tomahawk Land Attack Missile - Conventional (TLAM-C) : variante mer-sol équipée d'une charge unitaire ;
- BGM-109D Tomahawk Land Attack Missile - Dispenser (TLAM-D) : variante mer-sol équipée de sous-munitions ;
- RGM/UGM-109E Tomahawk Land Attack Missile (TLAM Block IV) : version améliorée du TLAM-C, appelée Tactical Tomahawk. Une capacité antinavire testée à partir de 2015[19] sera opérationnelle en 2021[20];
- BGM-109G Gryphon Ground Launched Cruise Missile (GLCM) : version sol-sol retirée du service, équipée de l'ogive thermonucléaire W84 ;
- AGM-109H/L Medium Range Air to Surface Missile (MRASM) : version air-sol jamais mise en service. Testée dans les dernières phases de développement du missile, elle aurait transporté des sous-munitions anti-pistes. Elle est annulée en 1984.

La version GLCM tirée depuis des camions lance-missiles a été retirée du service actif et détruite, dans le cadre du traité sur les forces nucléaires à portée intermédiaire (INF treaty) de 1987. Une version terre-terre/terre-mer à ogive conventionnelle tirée de camions entre en service au milieu des années 2020 dans l'US Army et le Corps des Marines.

## Vecteurs
En 1996, l'US Navy avait 142 navires totalisant 6 266 silos à missiles pouvant emporter un Tomahawk, soit 72 sous-marins (696 lanceurs) et 70 navires de surface (5 570 lanceurs). Il y avait alors plus de 4 000 missiles de croisière Tomahawk dans l'inventaire. Fin mars 2011, le stock est d'environ 3 200.

### Déploiement à partir de sous-marins
Avec la chute du bloc soviétique et la détente qui a suivi sur le plan des armements nucléaires stratégiques, quatre sous-marins de la classe Ohio ont été convertis en sous-marins lanceurs de missiles de croisière (SSGN selon la terminologie OTAN) et sont entrés en service en 2007. Les tubes de lancement contiennent chacun une dizaine de missiles Tomahawk (154 missiles au total), ce qui donne à chacun de ces sous-marins une puissance de feu imposante contre des objectifs terrestres.
Depuis 1984, sur les sous-marins de la classe Los Angeles (sous-marin nucléaire d'attaque de l'US Navy), construits entre 1976 et 1995, disposent de 12 tubes à lancement vertical (VLS, Vertical Launch System) pour les missiles Tomahawk, montés entre le sonar avant et le kiosque. La classe Virginia dispose d'un armement similaire.
La classe Seawolf s'impose comme le SNA le plus efficace qui soit. Les anglo-saxons l'ont qualifié de « Hunter Killer » (« chasseur tueur »). Fort de ses 8 tubes lance-torpilles de 660 mm de diamètre, le SSN 21 Seawolf est le seul sous-marin au monde pouvant transporter 50 engins, tels que les torpilles Mk-48 ADCAP, des missiles AGM-84 Harpoon antinavires ou les dernières versions du Tomahawk, capables d'être tirés tant sur des navires que sur des cibles à terre.
La Royal Navy a acquis et testé ses premiers Tomahawk en 1998. Le HMS Triumph de la classe Trafalgar, emporte quatre UGM-109E Tomahawk tirés par tubes lance-torpilles. En 2010, tous les SNA britanniques peuvent emporter cette arme.

### Déploiement depuis un navire de surface
Les navires de la classe Iowa sont une série de cuirassés construits pour l'US Navy durant la Seconde Guerre mondiale comportant quatre unités. Après sa dernière modernisation, en 1982, l'USS Missouri, le premier navire de surface doté de ce nouveau système d'armes, pouvait emporter 32 missiles de croisière BGM-109 installés dans huit conteneurs (ABL) emportant chacun quatre missiles. Les autres bâtiments en étant équipés sont sept destroyers de la classe Spruance à partir de 1984, les quatre croiseurs de la classe Virginia et le USS Long Beach (CGN-9) avec deux conteneurs par bâtiment, le Long Beach étant le premier navire à tirer lors d'un déploiement régulier un TLAM-C le 30 juin 1986 lors d'un exercice. Le dernier navire embarquant des ABL a été retiré du service en 1998.
Avec leurs systèmes de lancement verticaux, les croiseurs de classe Ticonderoga peuvent emporter un maximum de 122 missiles, les destroyers de classe Arleigh Burke 90 et ceux de la classe Spruance 61.
Sur un destroyer britannique type 45, l'artillerie navale pourrait notamment se composer de huit missiles de croisière Tomahawk antinavires, qui pourraient être installés si le financement est suffisant, ce qui dans le contexte budgétaire des années 2010 n'est pas à l'ordre du jour.

### Déploiement depuis une batterie terrestre
Le Mark 70 PDS, sigle pour « Payload Delivery System », est un système comportant quatre cellules VLS MK.41 logées dans un conteneur de 12 mètres (40 ft) de long. Le MK 70 PDS est produit par Lockheed Martin et a été dévoilé pour la première fois en septembre 2021 après le lancement d'un missile antiaérien SM-6 par l'USV Ranger en utilisant ce système.
Bien que le système ait été principalement testé avec les SM-6, il est compatible avec tous les missiles actuellement intégrés dans le MK.41 VLS, y compris le missile de croisière Tomahawk.
L'armée de terre des États-Unis l'emploie, avec quelques modifications spécifiques , pour des batteries « Mid-Range Capability » (sigle MRC) nommées également Typhon dont les prototypes sont réceptionnés début novembre 2022. Chaque batterie ayant quatre lanceurs pris en remorque par des camions tactiques lourds.

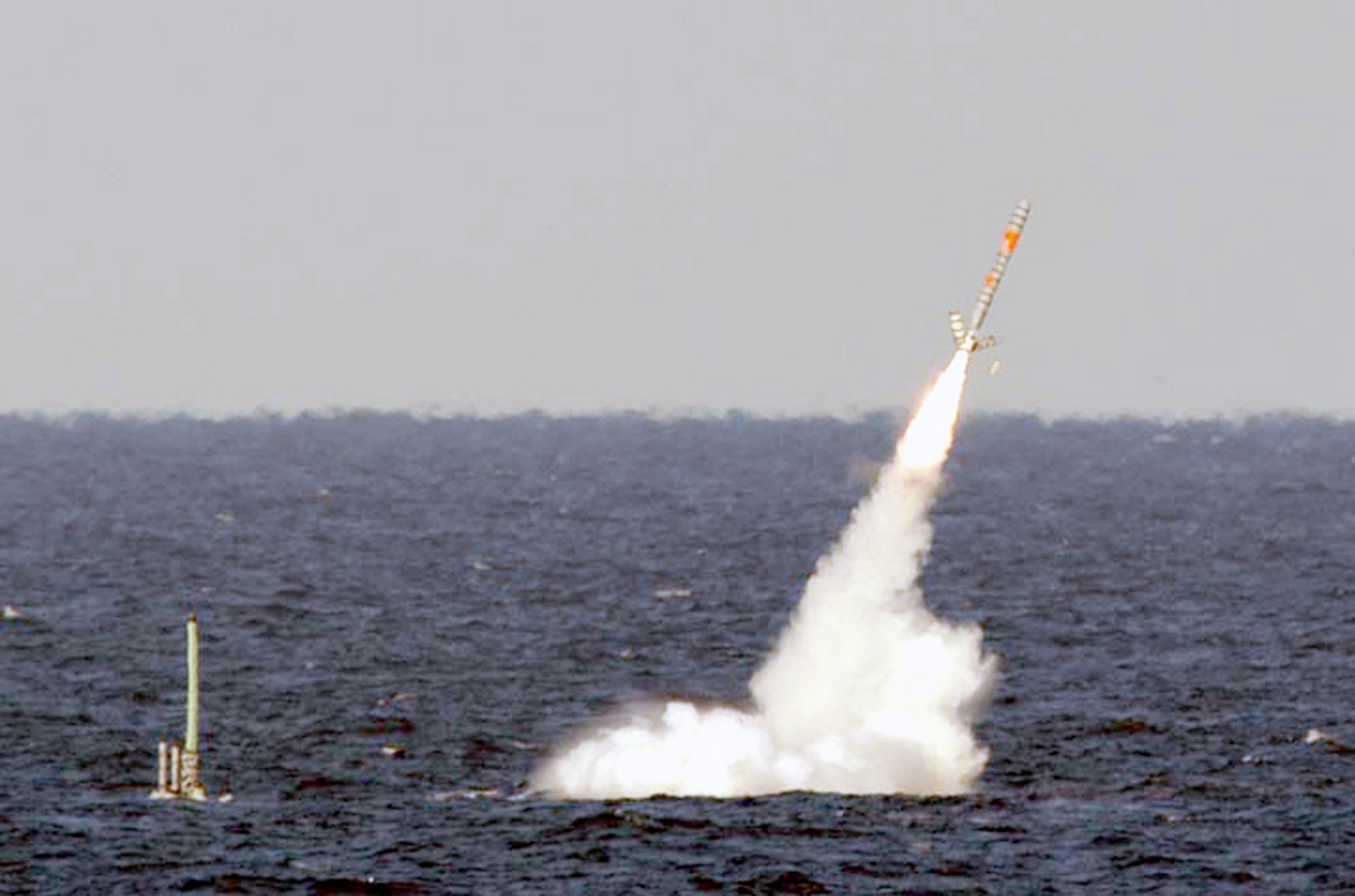
Tir d'un Tomahawk depuis le SSGN USS Florida, lors de l'exercice naval « Giant Shadow », au large des côtes des Bahamas.
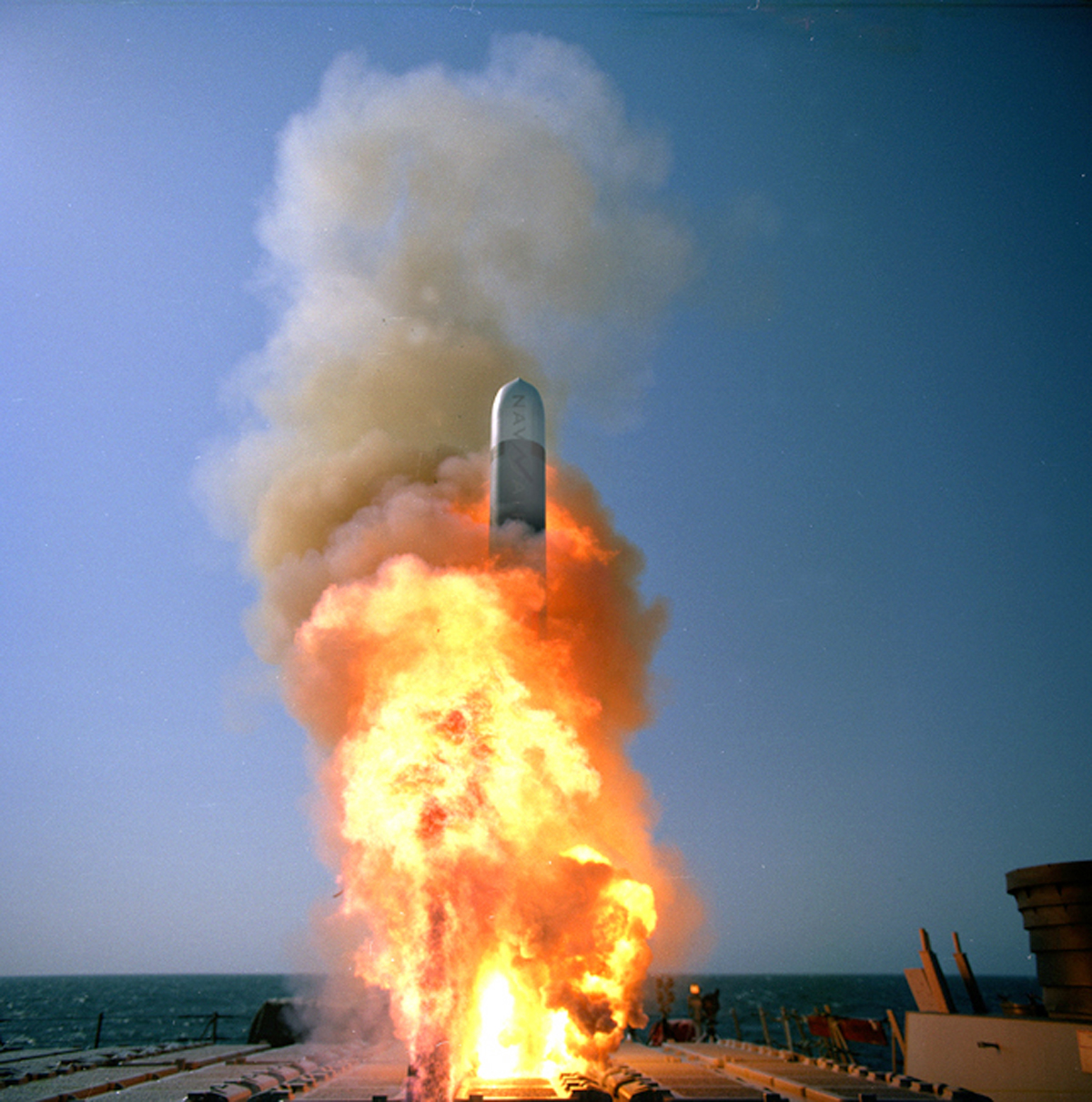
Tir d'un missile Tomahawk tactique depuis un destroyer, pour un test de sa charge militaire. Après avoir parcouru 760 nautiques, il a atteint sa cible située sur l'île San Clemente, au sud-ouest de la Californie.
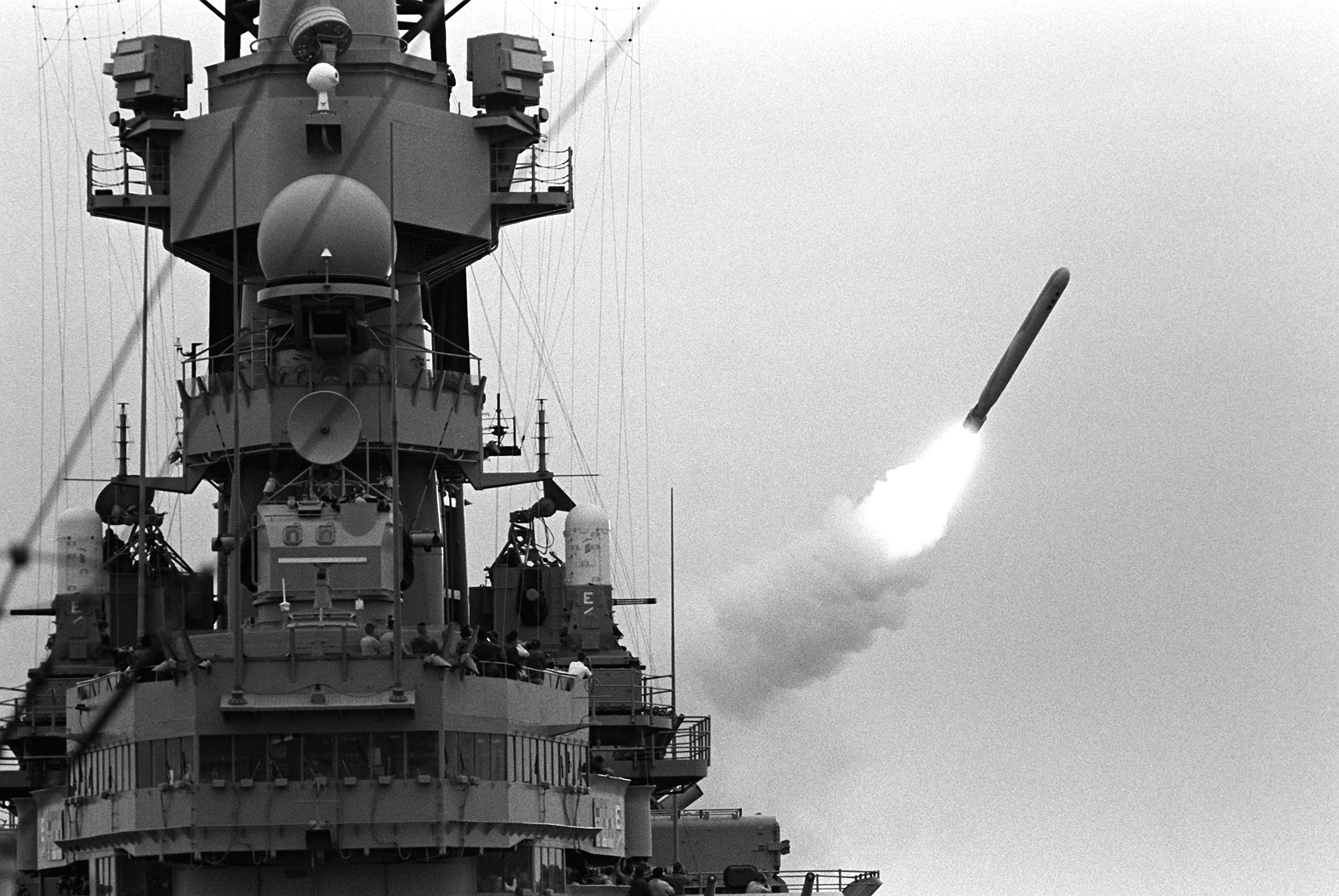
L'USS Missouri tirant un BGM-109 Tomahawk vers une cible irakienne, au départ de l'opération Tempête du désert.
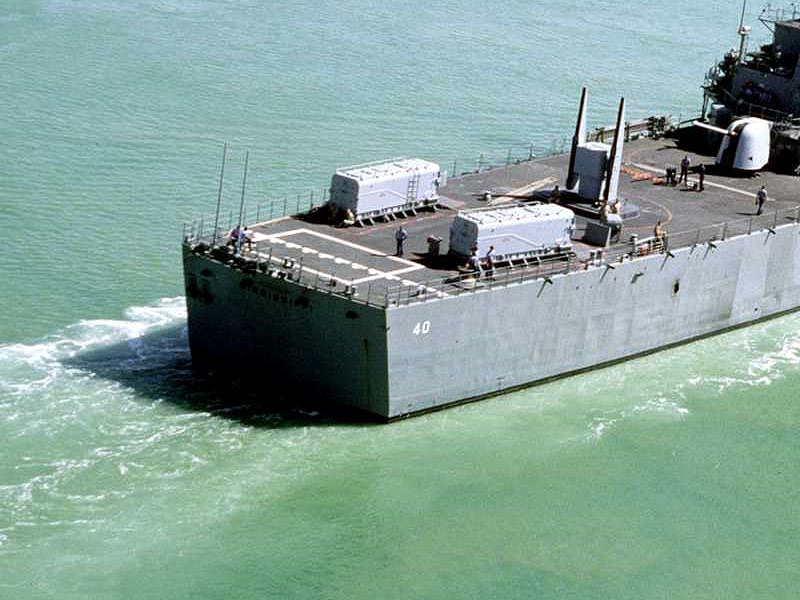
Les deux conteneurs lanceurs sur les croiseurs de la classe Virginia étaient installés sur leur plate-forme hélicoptère, rendant l'utilisation de ce dernier impossible.

## Utilisateurs
- États-Unis : Des années 1980 à 1997, plus de 4 200 Tomahawks avaient été commandés[24]. Le nombre approximatif de missiles restant disponibles à l'inventaire au début des années 1990 était de 2 500 missiles[21]. Ce nombre retombera à environ 2 000, en raison des 330 missiles utilisés en 1998 lors de l'opération Desert Fox et des 160 autres utilisés en avril 1999 au Kosovo[21]. En août 2017, le 4 000 e Tomahawk Block IV destiné à l'US Navy est livré[25].
- Royaume-Uni : En 1995, le Royaume-Uni et les États-Unis s'accordent pour la vente de 65 Tomahawk destinés aux sous-marins nucléaires d'attaque de la Royal Navy. Les premiers sont livrés en novembre 1998. Le 30 avril 1999, le département de la Défense américain annonça une possible vente de 30 exemplaires du Block IIIC (TLAM), dotés de charges militaires conventionnelles[21]. Ils seraient accompagnés de leur containers, d'une assistance technique, de pièces détachées et d'autres éléments relatifs au soutien logistique. Ce contrat était d'un coût estimé à 100 millions de dollars[21]. Ces 30 missiles s'ajouteraient à la première commande de 65, initiée pour remplacer ceux tirés lors de la campagne Allied Force par le sous-marin HMS Splendid. Ces missiles supplémentaires étaient nécessaires pour augmenter le volume de l'inventaire, ainsi que pour étendre la capacité d'emploi des unités sous-marines. Le Royaume-Uni possédant déjà de nombreux Tomahawks en inventaire, l'absorption de ces quelques exemplaires supplémentaires ne posa pas de grandes difficultés[21].
- Australie : La marine royale australienne est le troisième opérateur de ce missile. L'acquisition de 200 missiles est annoncée durant l'été 2023, et le premier tir d'essai a lieu le 9 décembre 2024 depuis le destroyer HMAS Brisbane de la classe Hobart[26].
- Pays-Bas : En avril 2023, le ministère néerlandais de la Défense annonça la commande de missiles de croisière Tomahawk block IV afin de doter d’une capacité de frappe contre la terre les quatre frégates de défense aérienne et de commandement de type « De Zeven Provinciën » ainsi que deux des quatre sous-marins de la classe Walrus mis en œuvre par la Marine royale néerlandaise. Le premier tir d'essai à lieu le 11 mars 2025 depuis le HNLMS De Ruyter (F804) au large de la base navale de Norfolk[27].

## Carrière opérationnelle

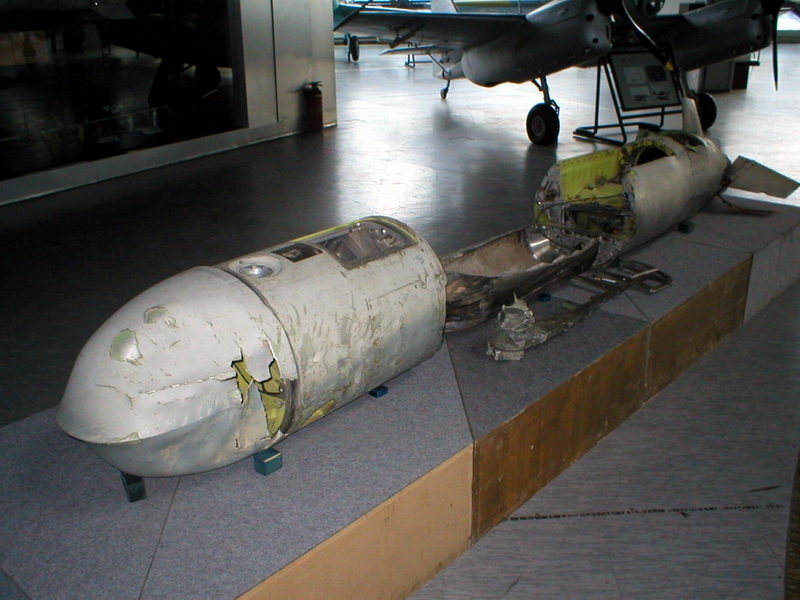
Débris d'un missile lancé durant la guerre du Kosovo, exposé dans un musée à Belgrade.

- Un livre indique que pendant la guerre du Golfe de 1991, 297 Tomahawk avaient été tirés, dont 282 atteignirent leur cible (9 n'ont pas réussi à quitter le tube de lancement et 6 sont tombés à l'eau après avoir quitté le tube). De 2 à 6 missiles ont été abattus[28].mais un autre rapport de 1999 indique 288 TLAM tirés[réf. souhaitée]. Un livre français écrit en 1995 et paru en 2001 indique lui 291 tirs[29].
- Le 17 janvier 1993, durant l'opération Southern Watch, 45 TLAM ont été tirés et, le 26 juin 1993, pour l'opération Bushwhacker, 23 autres tirs ont été enregistrés.
- Le 10 septembre 1995, durant les bombardements de la Bosnie-Herzégovine par l'OTAN en 1995, 13 BGM-109 Tomahawk de l'US Navy dévastèrent une tour de communication bosno-serbe, dans le cadre des opérations militaires visant à débloquer le siège de Sarajevo. Trois jours plus tard, les autorités bosno-serbes acceptèrent de retirer leurs armes, et des négociations débouchèrent sur les accords de Dayton deux mois plus tard, mettant fin à la guerre de Bosnie.
- Du 3 au 4 septembre 1996, durant l'opération Desert Strike, 31 TLAM sont lancés à nouveau sur l'Irak.
- Durant l'opération Infinite Reach, effectuée le 20 août 1998 contre quatre camps d'entraînement d'Al-Qaïda en Afghanistan et une usine pharmaceutique au Soudan à la suite des attentats des ambassades américaines en Afrique, 79 missiles de croisière furent tirés depuis une dizaine de navires de guerre et cinq sous-marins[30]. Le bilan humain de ces attaques fut réduit, avec un maximum de 35 tués évoqués en Afghanistan et un garde tué au Soudan. Ces pertes humaines relativement faibles sont dues au fait que les missiles tirés étaient armés d'ogives unitaires anti-structurelles, et non de sous-munitions antipersonnel plus adaptées à ce type de missions, les navires n'ayant pas eu le temps d'être réarmés avant la date de l'opération.

- Du 17 au 20 novembre 1998, environ 325 TLAM furent lancés de nouveau sur l'Irak, lors de l'opération Desert Fox[31].
- Durant la guerre du Kosovo, du 24 mars au 16 avril 1999, alors que les opérations étaient encore en cours, 150 Tomahawk furent lancés certains par le HMS Splendid de la Royal Navy. Il s'agit de sa première utilisation au combat par le Royaume-Uni.
- Ils ont également été utilisés à environ 50 exemplaires lors de la guerre d'Afghanistan de 2001.
- Ils ont été utilisés le 26 mars 2003 lors de l'opération liberté irakienne pour pilonner, entre autres, le quartier général de Saddam Hussein.
- Le 19 mars 2011, lors de l'opération Aube de l'Odyssée en Libye, dans le cadre de la résolution 1973 du Conseil de sécurité des Nations unies, 124 Tomahawk américains et britanniques[32] ont été utilisés pour neutraliser des objectifs militaires, principalement des systèmes de défense antiaérienne à Tripoli et dans ses environs. Au 25 mars, le Département de la Défense a déclaré qu'un total de 184 missiles BGM-109 Tomahawk américains et 7 britanniques avaient été lancés dans le cadre de cette opération[33].
- Dans la nuit du 22 au 23 septembre 2014, au déclenchement de l'opération Inherent Resolve, le croiseur USS Philippine Sea (CG-58) et le destroyer USS Arleigh Burke (DDG-51) tirent 47 Tomahawks contre des cibles de l'État islamique en Syrie depuis la mer Rouge et le golfe Persique[34],[35]
- Le 12 octobre 2016, le destroyer USS Nitze (DDG-94) lance des Tomahawks sur trois stations radar tenues par les Houthis, à la suite de tirs de missiles sur des navires les jours précédents[36].
- Le 7 avril 2017, en représailles à une attaque chimique touchant des civils le 4 avril au sud d'Idlib, 59 missiles de croisière Tomahawk lancés dans la nuit par deux destroyers de la classe Arleigh Burke en Méditerranée orientale sont utilisés pour le bombardement de la base aérienne d'Al-Chaayrate[37] et auraient tué moins d'une dizaine de soldats loyalistes.
- : durant la crise de la mer Rouge, depuis une première frappe initiale le 11 janvier 2024 incluant plus de 80 missiles[38], ils sont employés régulièrement contre des installations militaires Houtis.

En 2009, plus de 1 700 Tomahawks avaient été tirés dans des opérations de combat, avec un taux de réussite de 85 à 90 %. En août 2017, on dénombrait un total de plus de 2 300 missiles tirés.

## Copies étrangères

### Copie sud-coréenne
Le Hyunmoo-3C est un missile de croisière de fabrication sud-coréenne dévoilé à la fin des années 2000.

### Copies chinoises
Deux des épaves parmi les 75 missiles tirés le 20 août 1998 contre Oussama ben Laden auraient été vendues par ce dernier à la Chine. Une partie de leur technologie aurait permis de mettre au point les missiles CJ-10 et DH-10. Ces affirmations restent toutefois à vérifier.

### Copie pakistanaise
Le Hatf 7 est un missile de croisière de fabrication pakistanaise, dévoilé lors de son tir d'essai en 2005. En juillet et août 1998, deux missiles de croisière américains Tomahawk, tombés en territoire pakistanais lors de la frappe américaine en Afghanistan, sont retrouvés quasiment intacts dans le sud de ce pays et ont probablement subi une rétro-ingénierie fournissant ainsi des informations.